# والتر كيرلاخ
والتر كيرلاخ (بالألمانية: Walther Gerlach )‏ (و. 1889 – 1979 م) هو فيزيائي، وأستاذ جامعي ألماني، ولد في فيسبادن، وكان عضوًا في الأكاديمية الألمانية للعلوم ليوبولدينا، والأكاديمية البافارية للعلوم والعلوم الإنسانية، توفي في ميونخ، عن عمر يناهز 90 عاماً.

## التعليم
تعلم في جامعة توبنغن.

## جوائز وترشيحات
حصل على جوائز منها:
- ميدالية هارناك (1974)
- وسام الاستحقاق للفنون والعلوم
- نيشان صليب قائد فرسان من رتبة استحقاق جمهورية ألمانيا الاتحادية
- وسام الاستحقاق البافاري.

ترشح لـ:
- جائزة نوبل في الفيزياء (1944)"Nomination Database". مؤرشف من الأصل في 2016-10-27.
- جائزة نوبل في الفيزياء (1940)
- جائزة نوبل في الفيزياء (1937)
- جائزة نوبل في الفيزياء (1936)
- جائزة نوبل في الفيزياء (1934)
- جائزة نوبل في الفيزياء (1932)
- جائزة نوبل في الفيزياء (1931)
- جائزة نوبل في الفيزياء (1930)
- جائزة نوبل في الفيزياء (1929)
- جائزة نوبل في الفيزياء (1928)
- جائزة نوبل في الفيزياء (1927)
- جائزة نوبل في الفيزياء (1925).

## روابط خارجية
- والتر كيرلاخ على موقع الموسوعة البريطانية (الإنجليزية)
- والتر كيرلاخ على موقع مونزينجر (الألمانية)